# Anafilaksija
Anafilaksija (izraz dolazi od grčke riječi ἀνά ana,protiv, i φύλαξις phylaxis, zaštita) ozbiljna je alergijska reakcija koja počinje iznenada i može biti smrtonosna. Obično je popraćena nizom simptoma, uključujući svrab, osip, oticanje grla i nizak krvni tlak. Najčešći uzroci su ubodi kukaca, prehrambene namirnice i lijekovi.
Do anafilaktičke reakcije dolazi zbog oslobađanja bjelančevina iz određene vrste bijelih krvnih stanica. Ove su bjelančevine tvari koje mogu potaknuti ili pospješiti alergijsku reakciju. Njihovo oslobađanje može biti uzrokovano reakcijom imunosnog sustava ili nekim drugim uzrokom, nevezanim s imunosnim sustavom. Anafilaksija se dijagnosticira na temelju simptoma osobe i znakova. Lijek prvog izbora je injekcija adrenalina, koji se ponekad daje u kombinaciji s drugim lijekovima.
U svijetu oko 0,05 - 2% ljudi doživi anafilaktičku reakciju u nekom trenutku svog života. Čini se da se učestalost pojave povećava.

## Znakovi i siptomi
Anafilaksija se obično manifestira brojnim i različitim simptomima u razdoblju koje se mjeri minutama ili satima. Simptomi u prosjeku nastupaju u roku od 5 do 30  minuta ako je uzrok tvar koja ulazi u tijelo izravno u krvotok (intravenski). Prosjek je 2 sata ako je uzrok hrana koju je osoba pojela.<refname=Rosen2010/>  Najčešće zahvaćena područja obuhvaćaju kožu (80-90%), pluća i dišne puteve (70%), želudac i crijeva (30-45%), srce i krvne žile (10-45%), te središnji živčani sustav(10-15%). Obično su zahvaćena dva ili više ovih sustava.

### Koža
Simptomi obično uključuju izdignute tvorbe na koži (urtike), svrbež, crvenilo lica ili kože ili oticanje usana. Osobe s potkožnim oteklinama (angioedem) mogu umjesto svrbeža osjetiti pečenje kože. U do 20% slučajeva može doći do oticanja jezika ili grla. Ostali simptomi mogu uključivati curenje iz nosa i oticanje sluznice na površini oka i očnih kapaka (konjunktive). Koža također može poprimiti modru boju (cijanoza) zbog nedostatka kisika.

### Dišni sustav
Simptomi i znakovi respiratornog sustava uključuju nedostatak daha, sipljivo disanje niske tonske visine (wheezing), ili piskavo teško disanje visoke tonske visine (stridor). Disanje niske tonske visine obično je posljedica grčeva mišića u donjem dijelu dišnih puteva (bronhijalni mišići). Disanje visoke tonske visine posljedica je oteklina u gornjim dišnim putevima, koje sužavaju dišne puteve. Mogu se pojaviti i promuklost, bol pri gutanju ili kašalj.

### Srčani simptomi
Zbog oslobađanja histamina iz određenih stanica u srcu može doći do nagle kontrakcije srčanih krvnih žila (spazam koronarnih aterija) .<refname=Cardio08/> Time se prekida dotok krvi do srca, što može uzrokovati odumiranje srčanih stanica(infarkt miokarda) ili do presporog ili prebrzog rada srca (srčana disritmija), ili srce može potpuno prestati kucati (srčani arest)..<refname=Review09/> Kod osoba koje već boluju od srčanih bolesti rizik djelovanja anafilaksije na srce je veći. Iako je ubrzan rad srca, zbog niskog krvnog tlaka, češći,<refname=Aus06/> u 10% ljudi koji pate od anafilaksije može se pojaviti sporo kucanje srca (bradikardija), popraćeno niskim krvnim tlakom. (Kombinacija sporog srčanog ritma i niskog krvnog tlaka poznata je kao Bezold-Jarischev refleks). Osoba može osjećati ošamućenost ili može izgubiti svijest zbog pada krvnog tlaka. Do ovog niskog tlaka može doći zbog širenja krvnih žila (distributivni šok) ili otkazivanja srčanih klijetki (kardiogeni šok).   U rijetkim slučajevima, vrlo nizak krvni tlak može biti jedini znak anafilaksije.

### Ostali simptomi
Simptomi želuca i crijeva mogu uključivati grčeve u trbuhu, proljev i povraćanje. Osoba može biti konfuzna, može izgubiti kontrolu nad mjehurom, a može osjećati i bol u zdjelici koja se manifestira poput grčeva maternice. Proširenje krvnih žila oko mozga može uzrokovati glavobolje. Osoba također može biti tjeskobna ili imati osjećaj da umire.

## Uzroci
Anafilaksiju može prouzročiti reakcija tijela na gotovo svaku stranu tvar. Uobičajeni pokretači su između ostalog otrov od uboda ili ugriza kukaca, hrana i lijekovi. Prehrambene namirnice najčešći su pokretač u djece i mlađih osoba. Lijekovi i ubodi i ugrizi kukaca uobičajeniji su pokretači u starijih ljudi. Manje česti uzroci uključuju fizičke čimbenike, biološke agense (npr. sperma), lateks, hormonske promjene, prehrambene aditive (kao što su mononatrijev glutamat i bojila za hranu), te lijekove koji se nanose na kožu (lokalna primjena). Vježbanje ili temperatura (visoka ili niska) također mogu potaknuti anafilaksiju tako što potiču oslobađanje kemijskih tvari iz određenih stanica tkiva (poznatih kao mastociti), koje zatim iniciraju alergijsku reakciju. Anafilaksija uzrokovana vježbanjem često je povezana i s konzumiranjem određenih namirnica. Ako se anafilaksija javi tijekom primanja anestezije, najčešći uzroci su neki lijekovi kojima se inducira paraliza (neuromuskularni blokatori), antibiotici i lateks. U 32-50% slučajeva uzrok je nepoznat (idiopatska anafilaksija).

### Hrana
Mnoge namirnice mogu pokrenuti anafilaktičku reakciju, čak i kad se hrana uzima po prvi put. U zapadnim kulturama najčešći uzroci su konzumiranje ili doticaj s kikirikijem, pšenicom, orašastim plodovima, školjkama, ribom, mlijekom i jajima. Na Bliskom istoku čest je pokretač sezam. U Aziji anafilaksiju često uzrokuju riža i slanutak. Teški slučajevi obično su posljedica konzumiranja hrane, no neke osobe imaju ozbiljnu reakciju i kad poketač samo dotakne neki dio tijela. Djeca mogu "prerasti" svoje alergije.  Do dobi od 16 godina, 80% djece s anafilaksijom na mlijeko ili jaja i 20% s jednim slučajem anafilaksije na kikiriki mogu jesti ove namirnice bez problema.

### Lijekovi
Svaki lijek može izazvati anafilaksiju. Najčešći su pokretači β-laktamski antibiotici (kao što je penicilin), a zatim aspirin i nesteroidni protuupalni lijekovi (NSAID). Ako je osoba alergična na jedan od NSAID lijekova obično može koristiti neki drugi, bez izazivanja anafilaksije.  Ostali česti uzroci anafilaksije su kemoterapija, cjepiva, protamin (nalazi se u spermi), te lijekovi na bazi bilja. Neki lijekovi, uključujući vankomicin, morfij i lijekove koji se koriste za poboljšanje rendgenskih slika (radiokontrastna sredstva), izazivaju anafilaksije time što oštećuju određene stanice u tkivu i tako potiču oslobađanje histamina (degranulacija mastocita).
Učestalost reakcija na lijekove dijelom ovisi o tome koliko često se lijek daje, a dijelom i o načinu na koji lijek djeluje u tijelu. Anafilaksija na peniciline ili cefalosporine javlja se tek nakon što se ovi vežu za proteine u tijelu, a neki se vežu lakše od drugih. Anafilaksija na penicilin javlja se na svakih 2.000 do 10.000 liječenih osoba. Smrt se bilježi u manje od jedne na svakih 50.000 liječenih osoba. Anafilaksija na aspirin i nesteroidne protuupalne lijekove javlja se otprilike u jedne na svakih 50.000 osoba. Ako netko ima reakciju na peniciline, rizik od reakcije na cefalosporine je veći, ali je još uvijek manji od 1:1000. Stariji lijekovi koji su se koristili za poboljšanje rendgenskih slika (radiokontrastna sredstva) izazivali su reakcije u 1% slučajeva. Novija sredstva niže osmolarnosti izazivaju reakcije u 0,04% slučajeva.

### Otrov
Otrov od uboda ili ugriza kukaca kao što su pčele i ose (Hymenoptera) ili stjenice (Triatominae) može uzrokovati anafilaksiju. Ako osoba ima povijest reakcije na otrov, i to jače od tek lokalne reakcije oko mjesta uboda, ima veći rizik za anafilaksiju u budućnosti. Međutim, polovica ljudi koji umiru od anafilaksije nisu imali prethodnu proširenu (sustavnu) reakciju.

### Čimbenici rizika
Osobe s atopijskim bolestima poput astme, ekcema ili alergijskog rinitisa, podliježu povećanom riziku od anafilaksije na hranu, lateks i radiokontrastna sredstva. Te osobe nemaju veći rizik od reakcije na lijekove u injekcijama ili ubode kukaca. Jedno ispitivanje djece s anafilaksijom pokazalo je da je 60% njih imalo povijest prethodnih atopijskih bolesti. Više od 90% djece koja umiru od anafilaksije boluje od astme. Osobe koje pate od poremećaja uzrokovanih prevelikim brojem mastocita u tkivu (mastocitoza) ili osobe višeg imovinskog statusa u rizičnijoj su skupini. Što je više vremena prošlo od posljednje izloženosti alergenu koji je izazvao anafilaksiju, to je manji rizik od nove reakcije.

## Mehanizmi
Anafilaksija je teška alergijska reakcija koja počinje naglo i utječe na mnoge tjelesne sustave. Do nje dolazi zbog oslobađanja upalnih medijatora i citokina iz mastocita i bazofila. Njihovo oslobađanje u pravilu je posljedica reakcije imunosnog sustava, ali može biti uzrokovano i oštećenjem tih stanica koje nije u vezi s nekom imunosnom reakcijom.

### Imunosni
Ako je anafilaksa uzrokovana imunosnom reakcijom, imunoglobulin E (IgE) veže se na strani materijal koji pokreće alergijsku reakciju (antigen). Kombinacija veze IgE na antigen aktivira FcεRI receptore na mastocitima i bazofilima. Mastociti i bazofili reagiraju oslobađanjem upalnih medijatora, poput histamina. Ovi medijatori pojačavaju kontrakciju glatkih mišića bronhija, uzrokuju širenje krvnih žila (vazodilatacija), povećavaju istjecanje tekućine iz krvnih žila, i oslabljuju rad srčanog mišića. Postoji i imunosni mehanizam koji se ne oslanja na IgE, ali nije poznato djeluje li on u ljudskom organizmu.

### Neimunosni
Kad anafilaksija nije uzrokovana imunosnim odgovorom tijela, reakcija je rezultat nekog agensa koji izravno oštećuje mastocite i bazofile, zbog čega oni oslobađaju histamin i druge tvari koje se obično povezuju s alergijskom reakcijom (degranulacija). Čimbenici koji mogu oštetiti te stanice su kontrastna sredstva za rendgenske zrake, opioidi, temperatura (visoka ili niska) i vibracija.

## Dijagnoza
Anafilaksija se dijagnosticira temeljem kliničke slike. Ako se u roku od nekoliko minuta/sati nakon izloženosti alergenu javi jedno od sljedeća tri stanja, vrlo je vjerojatno da osoba ima anafilaksiju:
1. Zahvaćenost kože ili sluznice tkiva plus ili teškoće s disanjem ili nizak krvni tlak
2. Dva ili više od sljedećih simptoma:-
a. Zahvaćenost kože ili sluznice
b. Respiratorni problemi
c. Nizak krvni tlak
d. Gastrointestinalni simptomi
3. Nizak krvni tlak nakon izloženosti poznatom alergenu

Ako osoba loše reagira na ubod kukca ili na lijek, za dijagnosticiranje anafilaksije mogu biti korisni krvni testovi na triptazu ili histamin (koje otpuštaju mastociti). Međutim, ovi testovi nisu od velike koristi ako je uzrok hrana ili ako osoba ima normalan krvni tlak, a temeljem njih ne može se isključiti dijagnoza anafilaksije.

### Klasifikacija
Tri su osnovne klasifikacije anafilaksije. Anafilaktički šok nastaje kad dođe do širenja krvnih žila po cijelom tijelu (sustavna vazodilatacija), što uzrokuje pad krvnog tlaka na vrijednosti koje su najmanje 30% niže od uobičajene vrijednosti tlaka kod određene osobe, ili 30% ispod standardnih vrijednosti. Bifazna anafilaksija dijagnosticira se kad se simptomi ponove u roku od 1-72 sata a da osoba nije imala novi kontakt s alergenom koji je uzrokovao prvu reakciju. U nekim ispitivanjima tvrdi se kako se u čak 20% slučajeva anafilaksije radi o bifaznoj anafilaksiji. Ako se simptomi vrate, to obično biva u roku od 8 sati. Druga reakcija liječi se na isti način kao i izvorna anafilaksija. Pseudoanafilaksija ili anafilaktoidne reakcije su stariji nazivi za anafilaksiju koja nije uzrokovana alergijskom reakcijom nego izravnim oštećivanjem mastocita (degranulacija mastocita). Sadašnji naziv koji koristi Svjetska alergološka organizacija je "neimunosna anafilaksija" (non-immune anaphylaxis). Neki preporučuju da starije nazive više ne bi trebalo rabiti.

### Alergološka testiranja
Alergološka testiranja mogu pomoći u pronalaženju uzroka anafilaksije u neke osobe. Postoje kožni alergijski testovi (npr. "patch" testovi) za određene namirnice i otrove. Krvni testovi na specifična protutijela mogu biti korisni za potvrdu alergija na mlijeko, jaja, kikiriki, orašasto voće i ribu. Krvni testovi mogu potvrditi alergije na penicilin, no ne postoje kožni testovi za druge lijekove. Neimunosni oblici anafilaksije mogu se dijagnosticirati samo provjerom povijesti bolesti osobe ili njenim izlaganjem alergenu koji je moguće uzrokovao reakciju u prošlosti. Nema kožnih ili krvnih testova za neimunosne anafilaksije.

### Diferencijalna dijagnoza
Ponekad može biti teško razlikovati anafilaksiju od astme, nesvjestice zbog nedostatka kisika (sinkopa) i napadaja panike. Osobe s astmom obično nemaju svrbež ili želučane ili crijevne simptome. Kad se neka osoba onesvijesti, koža je blijeda i bez osipa. Osoba koja ima napadaj panike može imati crvenilo kože, no nema urtike. Ostala stanja koja mogu imati slične simptome su trovanje nakon konzumiranja pokvarene ribe (skombrotoksizam) i zaraze nekim parazitima (anisakijaza).

## Preveniranje
Preporučeni način za sprječavanje anafilaksije izbjegavanje je onog što je izazvalo reakciju u prošlosti. Ako to nije moguće, postoje mjere kojima se može postići da tijelo prestane reagirati na poznati alergen (hiposenzibilizacija). Liječenje imunosnog sustava (imunoterapija) otrovima opnokrilaca (Hymenoptera) djelotvorno je u hiposenzibilizaciji u 80-90% odraslih i u 98% djece kod alergija na ubode pčela, osa, stršljena i mrava. Oralna imunoterapija može biti učinkovita za hiposenzibiliziranje nekih osoba na određene namirnice, uključujući mlijeko, jaja, orašasto voće i kikiriki, no takvo liječenje često ima loše nuspojave. Hiposenzibilizacija je moguća i na mnoge lijekove, međutim većina ljudi jednostavno treba izbjegavati problematične lijekove. može biti važno i izbjegavati hranu koja sadrži tvari slične onima koje su uzrokovale imunološki odgovor (križno reaktivne namirnice), kao što su to između ostalog avokado, banane i krumpir.

## Postupanje
Anafilaksija je hitan medicinski slučaj koji može zahtijevati mjere spašavanja života, kao što su rješavanje komplikacija na dišnim putevima, davanje kisika, velike količine tekućine intravenozno i pomno praćenje.  Adrenalin je lijek prvog izbora. Uz njega se često koriste antihistaminici i steroidi.  Nakon što se osoba vrati u normalu potrebno je bolničko promatranje od 2 do 24 sata, radi mogućeg vraćanja simptoma ako osoba ima bifaznu anafilaksiju.

### Adrenalin
Adrenalin (epinefrin) je primarni lijek za anafilaksiju. Ne postoji niti jedan razlog zbog kojeg se ne bi mogao koristiti (nema apsolutne kontraindikacije). Preporučuje se da se otopina adrenalina ubrizga u mišić srednjeg dijela anterolateralnog područja bedra čim se posumnja na anafilaksiju. Ako osoba zadovoljavajuće ne reagira na liječenje injekcija se može ponavljati svakih 5 do 15 minuta. Druga doza potrebna je u 16 do 35% slučajeva. Rijetko su potrebne više od dvije doze.  Prednost se daje injekciji u mišić (intramuskularno) nad potkožnom injekcijom (supkutano), jer u ovom posljednjem slučaju lijek se može presporo apsorbirati. U manje probleme koje izaziva adrenalin spadaju tremor, tjeskoba, glavobolje i lupanje srca.
Može se dogoditi da adrenalin ne djeluje u osoba koje uzimaju beta-blokatore. U takvoj situaciji, ako adrenalin nije učinkovit, može se intravenski dati glukagon. Glukagon ima mehanizam djelovanja koji ne uključuje ß-receptore.
Ako je potrebno, adrenalin se može ubrizgati u venu (intravenska injekcija), koristeći razrijeđenu otopinu. Intravenski adrenalin međutim povezuje se s nepravilnim otkucajima srca (aritmija) i sa srčanim udarima (infarkt miokarda). Autoinjektori adrenalina koji omogućuju ljudima s anafilaksijom da si sami daju injekciju adrenalina u mišić obično su dostupni u dvije doze, onoj za odrasle i djecu težine iznad 25 kg i u dozi za djecu težine od 10 do 25 kg.

### Dodatni lijekovi
Uz adrenalin najčešće se koriste antihistaminici. Za njih se vjeruje da su djelotvorni na temelju teorijskog zaključivanja, no postoji vrlo malo dokaza da su antihistaminici stvarno učinkoviti u liječenju anafilaksije. Cochrane analiza 2007. nije pronašla nijednu studiju dovoljno dobru za preporuku. Ne vjeruje se da antihistiminici imaju učinka na nakupljanje tekućine ili na spazme dišnih puteva. Kortikosteroidi vjerojatno neće imati učinka ako osoba upravo ima anafilaktičku epizodu. Mogu se koristiti u nadi smanjenja rizika od bifazne anafilaksije, ali njihova učinkovitost u sprečavanju buduće anafilaksije je neizvjesna. Salbutamol, koji se daje putem inhalatora (nebulizatora), može biti učinkovit kad adrenalin ne uklanja simptome bronhospazma. Metilensko plavilo primjenjuje se u osoba koje ne reagiraju na ostale mjere jer može opustiti glatke mišiće.

### Predostrožnost
Osobama koje su u opasnosti od anafilaksije preporučuje se da imaju "akcijski plan" za alergiju. Roditelji bi trebali obavijestiti škole o alergiji svoje djece i o tome što učiniti u hitnom slučaju anafilaktičke reakcije. Akcijski plan obično uključuje korištenje autoinjektora adrenalina, preporuku nošenja narukvice s medicinskim upozorenjem, te savjetovanje o tome kako izbjegavati alergene. Za određene alergene postoji liječenje kojim se smanjuje osjetljivost organizma na tvar koja uzrokuje alergijsku reakciju (alergenska imunoterapija). Ova vrsta terapije može spriječiti buduće epizode anafilaksije. Pokazalo se da je višegodišnja potkožna hiposenzibilizacija učinkovita protiv uboda kukaca, a oralna hiposenzibilizacija učinkovita je kod mnogih alergija na hranu.

## Izgledi
Izgledi za oporavak su dobri kad se zna uzrok i kad se liječenje poduzme brzo. Čak i kad je uzrok nepoznat, ako je dostupan lijek za zaustavljanje reakcije, osoba se obično dobro oporavi. Ako dođe do smrtnog ishoda uzrok je uglavnom respiratorne naravi (u pravilu zatvaranje dišnih puteva) ili kardiovaskularne (šok). Anafilaksija uzrokuje smrt u 0.7–20% slučajeva. Neki smrtni slučajevi nastupili su u roku od nekoliko minuta. Osobe koji imaju anafilaksiju potaknutu naporom u pravilu imaju dobre izglede, uz rjeđe i manje teške epizode kako postaju stariji.

## Vjerojatnost
Incidencija anafilaksije je 4–5 na 100.000 osoba godišnje, s rizikom od 0,5%–2% tijekom života. Učestalost se čini se povećava. Broj osoba s anafilaksijom 1980-ih godina bio je oko 20 na 100.000 godišnje, dok je 1990-ih taj broj iznosio 50 na 100.000 godišnje. Čini se da se prvenstveno povećava broj anafilaksija uzrokovanih hranom. Rizik je najveći u mladih ljudi i žena.
Trenutačno, anafilaksija uzrokuje 500-1,000 smrtnih slučajeva godišnje (2,4 na milijun) u Sjedinjenim Američkim Državama, 20 smrtnih slučajeva godišnje u Velikoj Britaniji (0,33 na milijun), a 15 smrtnih slučajeva godišnje u Australiji (0,64 na milijun). Stope smrtnosti smanjile su se između 1970-ih i 2000-ih. U Australiji, smrtni slučajevi od anafilaksije zbog hrane nastupaju uglavnom u žena, dok do smrtnih slučajeva zbog uboda kukca prvenstveno dolazi u muškaraca. Lijekovi su najčešći uzrok smrtnosti od anafilaksije.

## Povijest
Pojam "afilaksija" skovao je 1902. godine Charles Richet i nakon toga ga promijenio u "anafilaksija", jer je ljepše zvučao. Za svoj rad na anafilaksiji kasnije je, 1913., dobio Nobelovu nagradu za medicinu i fiziologiju. Sama reakcija poznata je međutim još od davnih vremena. Pojam dolazi iz grčkog jezika|od grčkih riječi ἀνά ana, protiv, i φύλαξις filaksija, zaštita.

## Istraživački rad
U tijeku su istraživanja na razvoju adrenalina koji bi se u liječenju anafilaksije mogao primijeniti pod jezik (sublingvalni adrenalin). Proučava se subkutana primjena anti-IgE protutijela omalizumaba kao metode sprečavanja recidiva, no ona još uvijek nije preporučena.